# Arsenate

Struktur des Arsenat-Ions

Als Arsenate werden die Salze der Arsensäure bezeichnet.
Hauptbestandteil der Arsenate ist das Arsenat-Ion [AsO4]3−. Dieses ist ähnlich dem Phosphat-Ion tetraedrisch mit einem Arsen-Sauerstoff-Abstand von 174 pm aufgebaut. Arsenate sind in ihrem chemischen Verhalten den Phosphaten sehr ähnlich. Es existieren ebenso wie bei Phosphor drei homologe Reihen von Arsenaten, die primären (MH2AsO4), sekundären (M2HAsO4) und tertiären (M3AsO4) Arsenate (M = Metall).

## Vorkommen
Arsenate sind in vielfältiger Form als Minerale zu finden. Dabei ist zwischen wasserfreien und wasserhaltigen Arsenaten zu unterscheiden. Im Gegensatz zu den Phosphat-Mineralen entstehen die Arsenate sekundär durch Verwitterung.
Beispiele für Arsenat-Minerale sind unter anderem Adamin, Annabergit, Alarsit, Arseniopleit, Erythrin, Karyinit und Legrandit.
Im Dezember 2010 wurde von GFAJ-1 berichtet, einem Bakterienstamm, der laut Studie angeblich Arsenat anstelle von Phosphat in seine Biomoleküle einbauen können soll. Die zugrundeliegende Studie wurde nach anfänglichem erheblichem Medieninteresse von mehreren Stellen hinterfragt und eine Überprüfung ergab 2012, dass die These zurückgewiesen werden muss.